# فريا كلوسن
فريا كلوسن (بالدنماركية: Freya)‏ هي مغنية دنماركية، ولدت في 17 نوفمبر 1978.